# Східний пакт
Схі́дний пакт — це проєкт створення міцного бар'єру проти гітлерівської агресії у Східній Європі у вигляді пакту взаємодопомоги, який повинен був охопити СРСР, Чехословаччину, Польщу, Латвію, Естонію, Литву і Фінляндію. Ініціатива міністра закордонних справ Франції Барту, який запропонував укласти Східний пакт, була підтримана радянською дипломатією. Результатом франко-радянських переговорів, які проводились в травні 1934 стала домовленість, що Франція приєднається до пакту як його гарант, а СРСР у такому ж статусі приєднається до Локарнського договору. Було вирішено також залучити Німеччину до участі в договорі на рівних правах з іншими його учасниками, щоб позбавити останню всякого приводу для заяви ніби Східний пакт переслідує мету «оточення» Німеччини.
14 червня 1934 Радянський Союз направив формальне запрошення Німеччині та іншим зацікавленим державам стати учасниками Східного пакту. З метою заручитися англійською підтримкою проєкту Барту 8 липня 1934 здійснив поїздку до Лондона. За результатом переговорів англійський уряд заявив про своє схвальне ставлення до проєкту Східного пакту за умови, якщо Німеччині буде надано повне рівноправ'я в системі Східного і Локарнського пактів. Оскільки СРСР і Франція не заперечували проти цього, англійський уряд 12 липня 1934 довів до відома міністрів закордонних справ Італії, Німеччини і Польщі про те, що він підтримує проєкт Східного пакту. Того ж дня про підтримку проєкту заявили в Берліні та Варшаві. 13 липня італійський уряд також заявив, що поділяє позицію Великої Британії в даному питанні.
Німеччина довго зволікала з відповіддю. Нарешті, 1 вересня 1934 німецький уряд заявив, що участь Німеччини в Східному пакті неможлива, доки не буде визнано повне рівноправ'я країни в озброєннях. Крім того, Німеччина не зацікавлена в радянській і французькій гарантіях і віддає перевагу двостороннім пактам ненападу або, в крайньому випадку, багатобічним пактам ненападу і консультації, але не взаємодопомозі. Таким чином німецький уряд відмовився взяти участь в Східному пакті, погоджуючись лише на такі пакти, які б не перешкоджали або навіть сприяли б німецькій агресії.
Щодо інших запрошених сторін, то Чехословаччина ще 2 липня 1934 заявила про свою підтримку проєкту пакту і про готовність приєднатися до нього. Позитивна відповідь на радянське запрошення була дана Латвією і Естонією (29 липня 1934), а також Литвою (2 серпня 1934).
У даній ситуації велике значення мала позиція Польщі. Після підписання польсько-німецької угоди 1934 польський уряд зайняв негативну позицію стосовно проєкту Східного пакту. В кінці липня 1934 польський міністр закордонних справ Бек здійснив поїздку до Естонії і Латвії, наполегливо намагаючись запобігти приєднанню цих країн до Східного пакту. Польські державні засоби масової інформації заявляли, що Польща, яка уклала пакт про ненапад з Німеччиною, не потребує додаткових гарантій безпеки. Проте з формальною відповіддю польський уряд вичікував до публікації німецької відповіді. Лише 27 вересня польський міністр закордонних справ Юзеф Бек відправив Барту меморандум, в якому заявив, що Польща зможе приєднатися до Східного пакту за умови, якщо до нього приєднається і Німеччина.
Згодом змінилося і ставлення французького та англійського урядів до проєкту Східного пакту. Французький міністр закордонних справ П'єр Лаваль, який зайняв посаду після вбивства Барту, на словах заявляв, що він і надалі має намір добиватися підписання Східного пакту, однак фактично саботував справу зміцнення колективної безпеки. Англійський уряд, який раніше, під тиском Барту, погодився б підтримати проєкт Східного пакту, тепер абсолютно втратив цікавість до нього. У зв'язку з цим проєкт Східного пакту залишився нереалізованим.